# Ambasada Laosu w Warszawie
Ambasada Laosu w Warszawie (ສະຖານທູດລາວ ປະຈໍາ ວໍຊໍ) – misja dyplomatyczna Laotańskiej Republiki Ludowo-Demokratycznej, funkcjonująca w latach 1988-2010.

## Historia
Stosunki dyplomatyczne pomiędzy Polską a Laosem nawiązano we wrześniu 1962. Kraj ten był początkowo reprezentowany przez ambasadę w Moskwie przy ul. M. Nikitskej 18 (Малая Никитская ул., д. 18), a od 1988 w Warszawie, początkowo przy ul. Królowej Marysieńki 24b (1991-1993), następnie przy ul. Rejtana 15 (1996-2008), ostatnio przy ul. Usypiskowej 8 (2009-2010). Obecnie sprawy Laosu reprezentuje w Polsce placówka z siedzibą w Berlinie w budynku z 1967 przy Bismarckallee 2a (2010-).

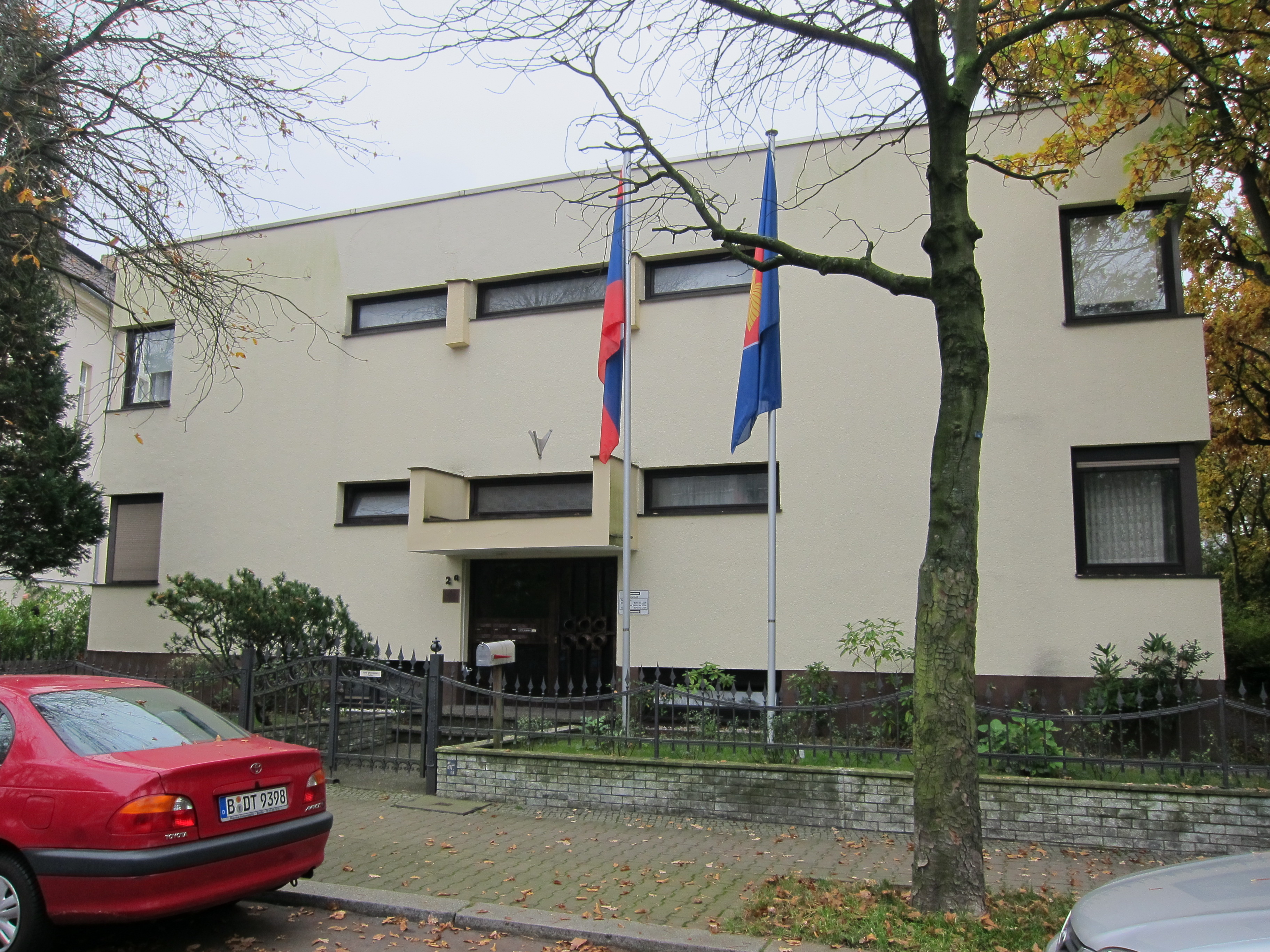
Ambasada Laosu w Berlinie przy Bismarckallee 2a (2010-)
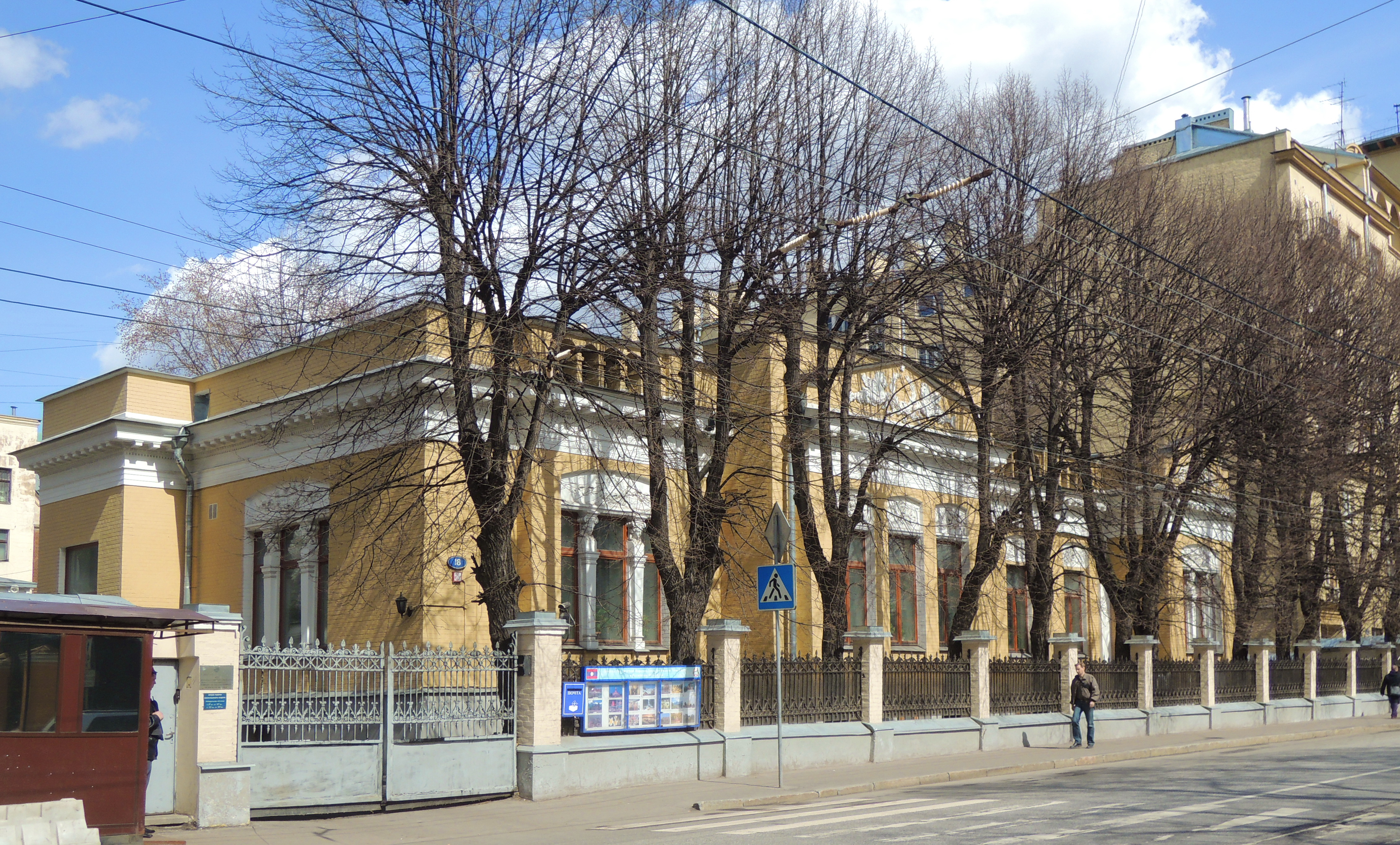
Ambasada Laosu z siedzibą w Moskwie przy ul. M. Nikitskej 18